# 竞争 (经济学)

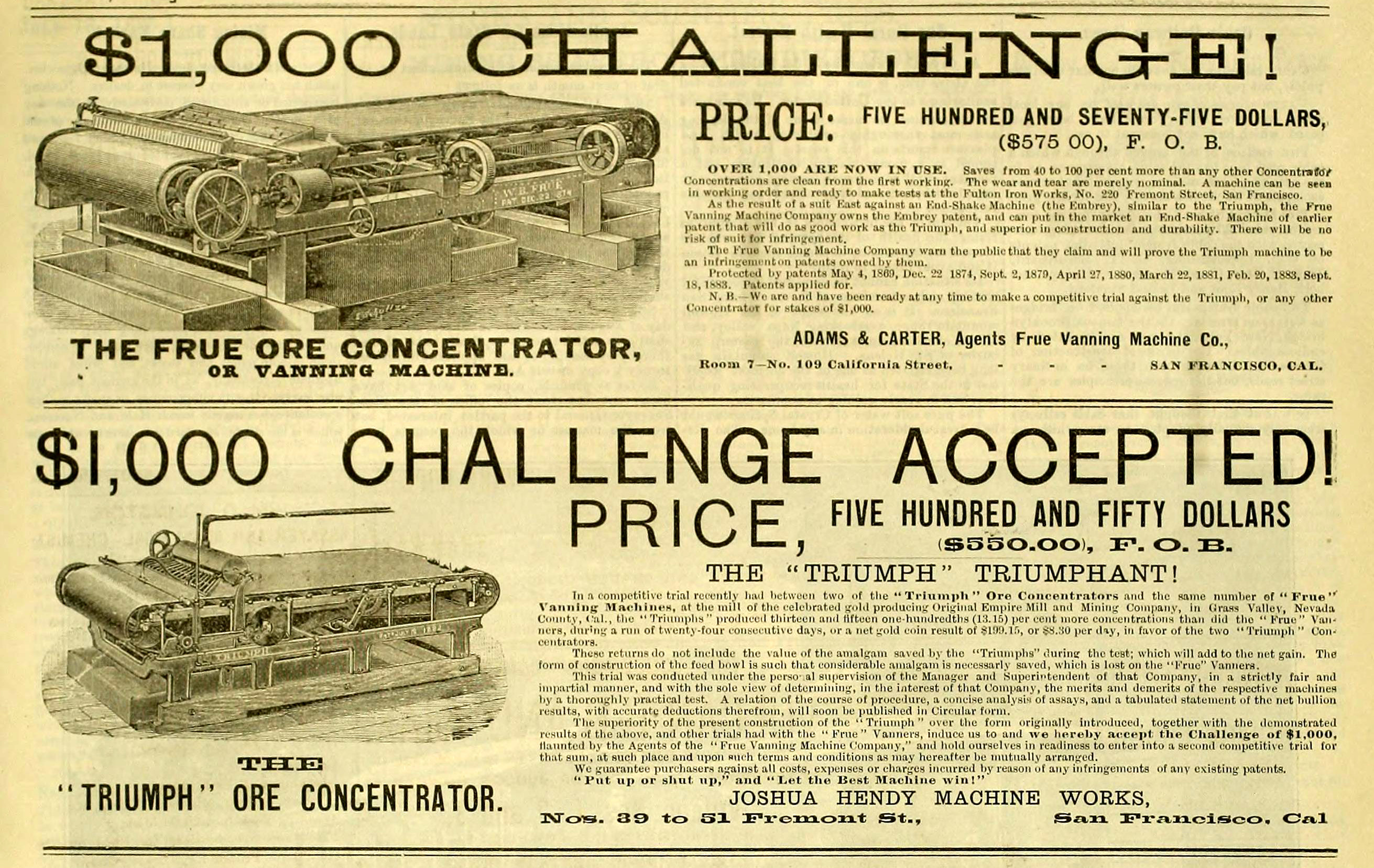
1885年一份報紙上相鄰的廣告，宣傳兩個相互競爭的礦石選礦機（從不需要的礦物中分離出有價值的礦石的機器）的製造商。下方的廣告標榜自己的價格更低，機器的質量和效率被證明更高，此皆為經濟競爭的一般手段。

在经济学中，竞争是指不同的经济公司争相获得受不同营销组合要素限制的商品：价格、产品、促销和地点。在古典经济思想中，竞争促使商业公司开发新产品、服务和技术，从而为消费者提供更多选择和更好的产品。与没有竞争（垄断）或竞争很少（寡头垄断）的情况相比，市场上对商品的选择越多，产品的价格通常就越低。根据安托万·奥古斯丁·古诺，竞争的定义是价格不随数量变化的情况，或者企业面临的需求曲线是水平的。 市场中存在的竞争程度取决于公司或卖方方面的各种因素；公司数量、进入壁垒、信息和资源的可用性或可及性。市场内购买者的数量也会影响每个购买者愿意支付的竞争，从而影响市场对产品的整体需求。